# Carga Highland

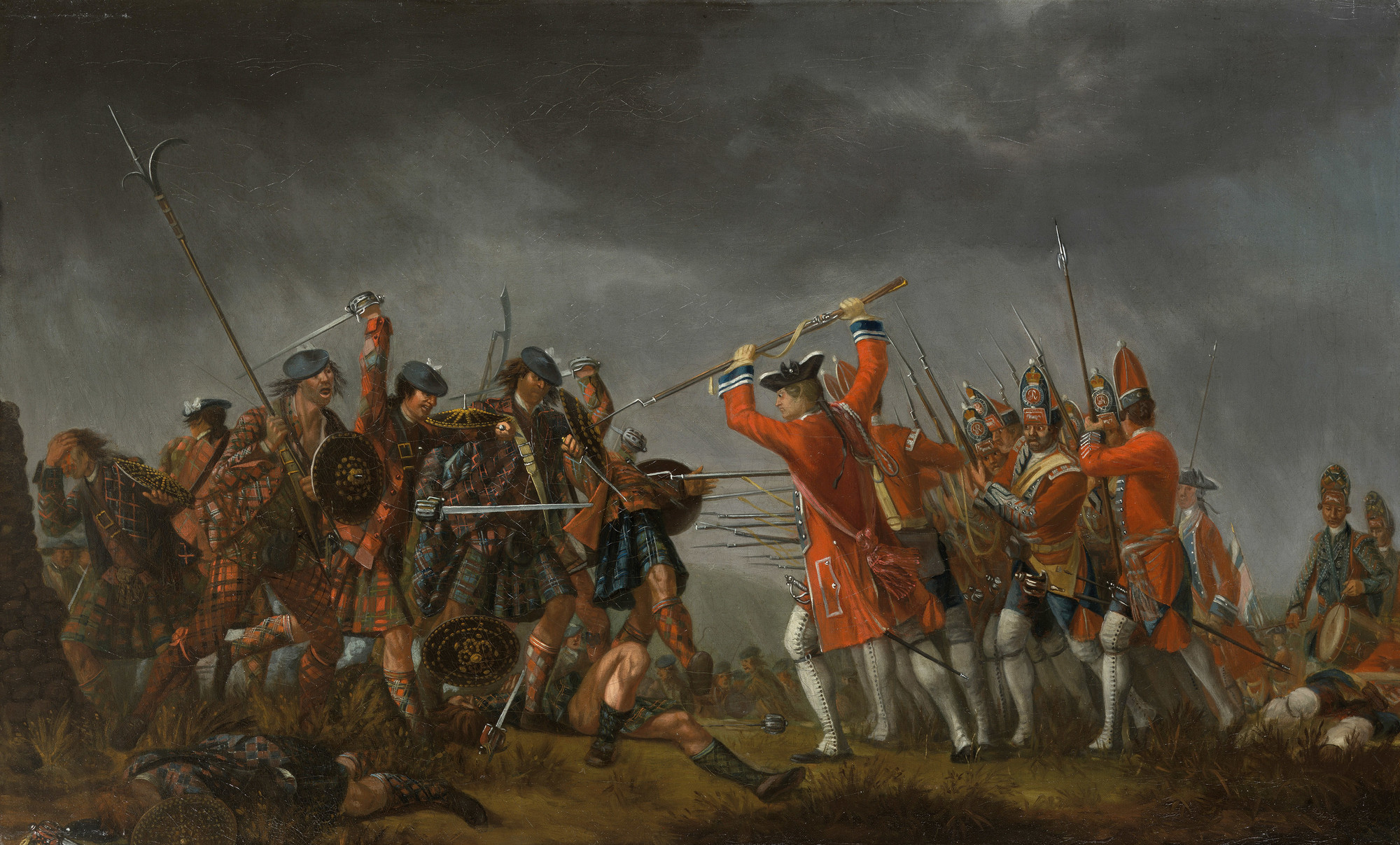
Carga Highland, Batalla de Culloden.

Se ha conocido como Carga Highland (en inglés: Highland charge), a veces traducida completamente al español como carga de las Tierras Altas, a una táctica de combate que fue empleado en Escocia en los siglos XVII y XVIII, especialmente reconocida por su uso en los levantamientos jacobitas.
La táctica consistía en el avance de un grupo reducido de highlanders (habitantes de las Tierras Altas) armados con su escudo de pincho, un puñal en la mano izquierda, donde llevaban el escudo y lo que no arrasaba el escudo, lo remataba el puñal y en la derecha la espada ancha escocesa. Se colocaban en un alto y se lanzaban corriendo y gritando contra sus enemigos. El tamaño de los highlander, sus gritos, su aspecto fiero y sus armas formaban un conjunto aterrador.
Se considera que la táctica fue decisiva para ciertas victorias como la batalla de Falkirk Muir.